# Arrondissement Metz-Ville
Arrondissement Metz-Ville (fr. Arrondissement de Metz-Ville), tj. Mety-město byla správní územní jednotka ležící v departementu Moselle a regionu Lotrinsko ve Francii. Tvořila ho jediná obec, město Mety a členil se na čtyři kantony. K 1. lednu 2015 byl sloučen s arrondissementem Metz-Campagne do nově vzniklého arrondissementu Metz.

## Kantony
- Metz-Ville-1
- Metz-Ville-2
- Metz-Ville-3
- Metz-Ville-4